# Bonifazius Middendorf
Bonifazius Middendorf (* 1634 in Münster; † 19. Dezember 1688 in Liesborn) war von 1678 bis 1688 Abt des Benediktinerklosters Liesborn.

## Leben
Bonifazius Middendorf ist 1656 in das Kloster Liesborn eingetreten und wurde am 11. Juni 1661 zum Priester geweiht. Im Jahr 1668 ist er als Novizenmeister belegt. Außerdem war er vor seiner Zeit als Abt Beichtvater in Vinnenberg und Pfarrer an der Pfarrkirche in Liesborn. Am 20. Juni 1678 wurde Middendorf zum Abt des Klosters Liesborn gewählt.
Über sein Wirken als Abt ist nur wenig bekannt. Wie seine Vorgänger habe auch Middendorf die Schulden des Klosters gemindert. Zudem habe er das Schultengut Aleken im Kirchspiel Liesborn zurückgekauft und eine Klosterpforte erbauen lassen. Nach langer Schwäche ist Middendorf am 19. Dezember 1688 verstorben.